# Sing La La La
Sing La La La è una canzone della cantante colombiana Carolina Márquez, in collaborazione col rapper statunitense Flo Rida e Dale Saunders, pubblicata nel 2013.
La canzone è una cover del brano Around the World (La La La La La) del gruppo tedesco A Touch of Class riadattata con il permesso e l'autorizzazione degli autori del disco originale del progetto russo: Pesenka - Ruki Vverh (1998).
Viene realizzato anche un video musicale per la regia di Claudio Zagarini.
Nel 2019, la Márquez incide una versione italiana del pezzo, dal titolo Courmayeur, insieme a DJ Matrix, in collaborazione con Ludwig e Gabry Ponte.

## Tracce
1. "Sing La La La" (E-Partment Short Mix)" (3:30)
2. "Sing La La La" (E-Partment Extended Mix) (4:40)

## Classifiche
| Classifica (2013) | Posizione massima |
| ----------------- | ----------------- |
| Austria           | 44                |
| Francia           | 81                |
| Italia            | 27                |
| Svizzera          | 70                |

### Classifiche di fine anno
| Classifica (2013) | Posizione |
| ----------------- | --------- |
| Italia            | 99        |